# Rhynchosia angulosa
Rhynchosia angulosa är en ärtväxtart som beskrevs av Schinz. Rhynchosia angulosa ingår i släktet Rhynchosia och familjen ärtväxter. Inga underarter finns listade i Catalogue of Life.